# Aleksander Sochaczewski

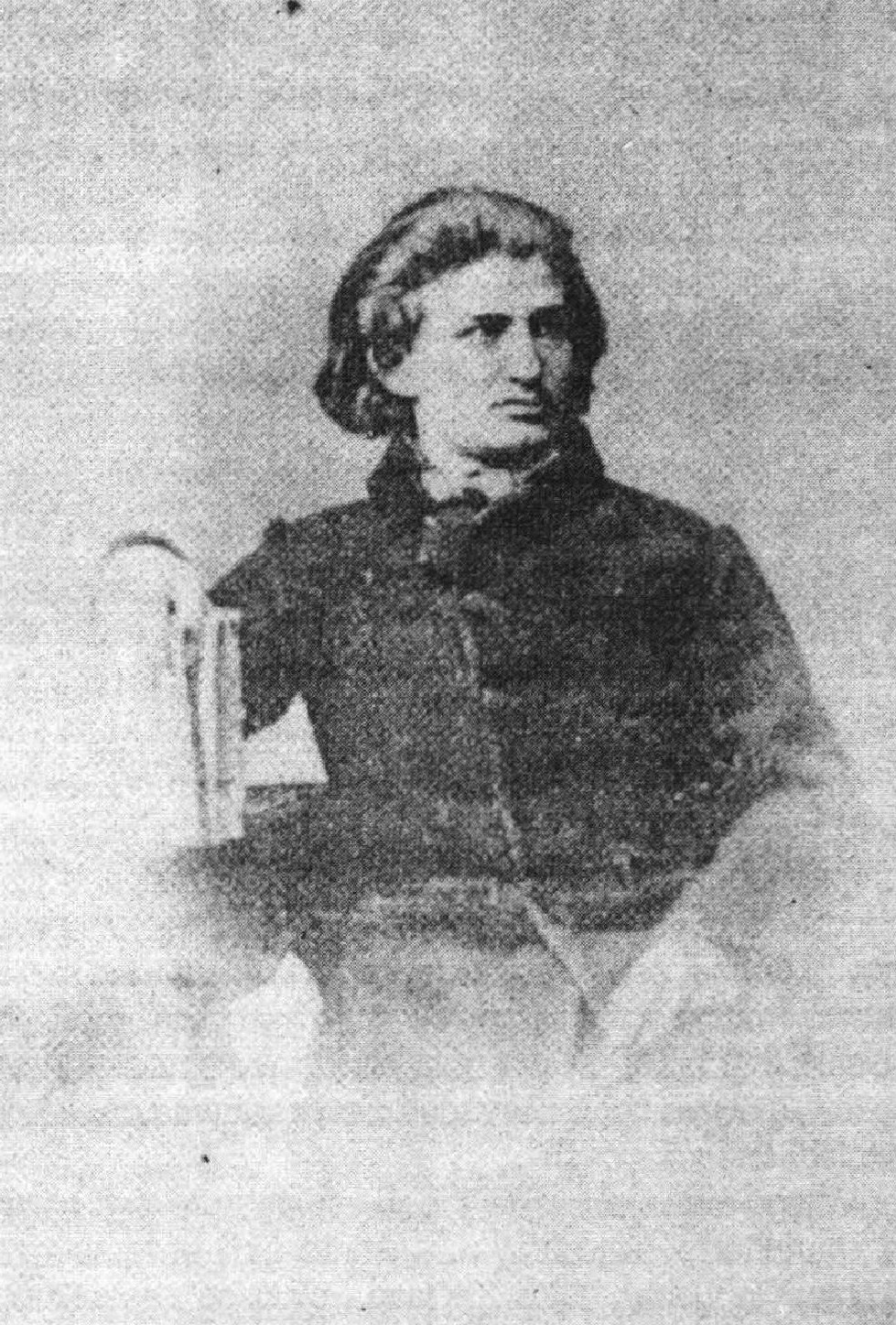
Aleksander Sochaczewski polský malíř (1861)

Aleksander Sochaczewski, vlastně Sonder Lajb (3. května 1843 Iłów (Gmina) – 15. června 1923 Biedermannsdorf), byl polský malíř a pedagog.

## Život
Aleksander Sochaczewski se narodil v malé polské vísce Iłów (gmina), Mazovské vojvodství v židovské rodině, jeho otec Szmul Sochaczewski byl správcem Iłowské synagogy. V raném věku byl dán do Iłowského chederu, kde se seznamoval s Tórou a poté se ve třetí a čtvrté třídě zabýval podrobným studiem Talmudu. Pro Aleksandrovy výrazné schopnosti, jeho rodiče rozhodli, aby v té době 14letý jinoch studoval v rabínském semináři ve Varšavě. Alexander se na rabínské škole učil nejen přísně odborným (náboženským) předmětům, ale také se naučil polský jazyk a polskou historii. V roce 1858 začal studovat na Akademii výtvarných umění ve Varšavě pod vedením prof. Jósefa Simmlera a právě on, byl jedním z jeho nejtalentovanějších žáků.
V roce 1861 se mladý malíř Sochaczewski účastnil spolu s velkou skupinou židovské mládeže pouličních demonstrací ve Varšavě. V poslední srpnové noci roku 1862 byl malíř zatčen carským četnictvem, následně byl uvězněn v pavilonu varšavské citadely. Dne 24. dubna roku 1863, po deseti měsících vyšetřování byl odsouzen vojenským soudem k trestu smrti oběšením, avšak velkovévoda Konstantin mu udělil milost, která změnila jeho rozsudek trestu smrti na 22 let těžkých prací na Sibiři.
Malířova cesta na Sibiř trvala rok a půl, začala ve Varšavě a skončila ve městě Usolje na Sibiři, 60 verst (64 km) na západ od Irkutska. V místě svého věznění mohl chodit po okolí, ale pouze do vzdálenosti 5 km, jak to bylo stanoveno právem platným pro exulanty. Později mu bylo oznámeno, že může být učitelem malby dcery princezny Trubetské, dopoledne pracoval v solném dole a odpoledne chodil do domu princezny na hodiny kreslení. Velkou výhodou vyučování bylo, že si tam směl sundat okovy a alespoň na pár hodin se mohl cítit svobodně. V roce 1868 u příležitosti narození Mikuláše II, byli někteří vyhnanci osvobozeni od trvalého pobytu ve věznicích, což se vztahovalo i na Sochaczewského. Jeho pobyt v Usolje nakonec trval 15 let. Na počátku 70. let 19. století se usadil v Irkutsku a vykonával zde železničního úředníka. Brzy však musel Irkutsk opět opustit a žil krátce ve vesnici Ajok. Na počátku 80. let 19. století se směl opět vrátit do Irkutsku a získal zde práci inspektora komunikace s názvem Moskevská cesta.
V roce 1884 konečně skončil Aleksandru Sochaczewskému exil, následně opustil Rusko a usadil se v Mnichově. Mezitím se oženil s Różou Lorensteinovou, dcerou lvovského rabína. Zde maloval obrazy, v nichž zachycoval hrůzy sibiřských lágrů, překládal poezii Mickiewicze a Słowackého do němčiny. Bohužel, jeho manželství trvalo pouze tři měsíce. Zatím co žil v Mnichově poklidným životem, neúnavně však maloval obrazy, na kterých převládaly jeho sibiřské zážitky. Takto vznikl soubor maleb s názvem Malířský deník exulantů, jenž se skládá ze 125 kreseb a obrazů. Avšak nejšokující obraz, který Sochaczewski namaloval, bylo obrovské plátno o rozměrech 740x370 centimetrů s názvem Na hranici Sibiře, v současnosti však známější jako Sbohem Evropě, na nimž pracoval v letech 1890-1894. V roce 1895 tento obraz vystavil na výstavě v Londýně.
V roce 1897 se Sochaczewski přestěhoval do Bruselu, kde žil do roku 1900. Zde pokračoval ve své práci na obrazech převážně se sibiřskou tematikou. Právě zde vznikl dojemný obraz, Gudzińska nad ledovou dírou a také Odpočinek uprchlíků. V roce 1898 vytvořil celou řadu náčrtů uhlem, nazvaných Sibiřská těžká práce, Post trest, Vězni při práci a Scéna ze života exulantů. V Bruselu měl také dvě autorské výstavy kreseb a obrazů, které se setkaly s velkým zájmem návštěvníků a pozitivnímy recenzemy v místních listech. V Bruselu se znovu oženil s Marií Wurmovou, ale bohužel ani toto manželství nebylo úspěšné. V roce 1900 měl umělec samostatnou výstavu svých obrazů v Krakově.
V roce 1901 se natrvalo přestěhoval do Vídně. Jeho život v tomto slavném městě však nebyl snadný, ani ochuzený o starosti tohoto světa. Často musel měnit místa pobytu a trpěl všeobecnou chudobou. V roce 1913, při oslavách padesátého výročí lednového povstání v Polsku, se Sochaczewski k těmto oslavám připojil a daroval městu Lvov sbírku svých obrazů. Poté se vrátil zpět do Vídně, ale v pozdějších letech se už nikdy v malbě, nezabýval sibiřskou tematikou. V pozdějších letech svého života, však psal povídky, v nichž popisoval své zážitky v nehostinné sibiřské zemi. Velký umělec a patriot Aleksander Sochaczewski zemřel v Biedenmansdorfu 15. června 1923 a poté byl pohřben na hřbitově ve Vídni.
V roce 1924 malíři Sochaczewskemu Polská republika udělila posmrtně Rytířský kříž Polonia Restituta.

## Vyznamenání
- Řád znovuzrozeného Polska Rytířský kříž (1924)

## Galerie

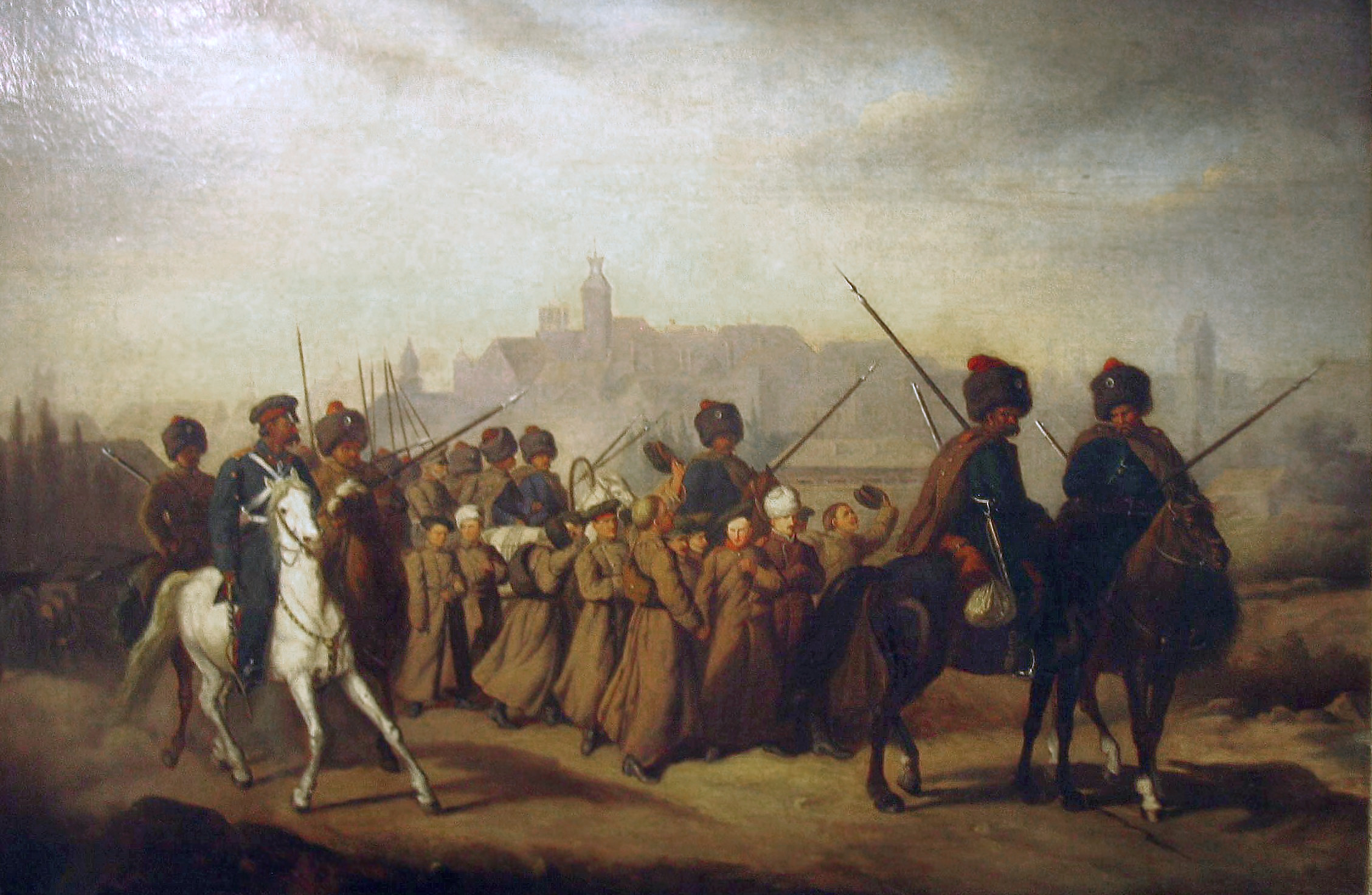
Branka (1863)
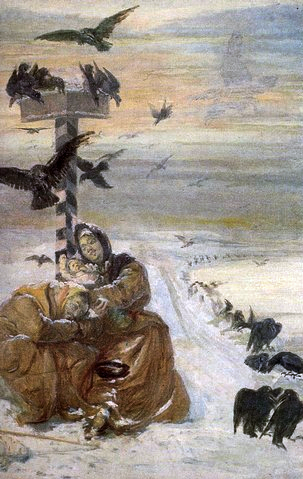
Vyhnanci (kol. 1865)
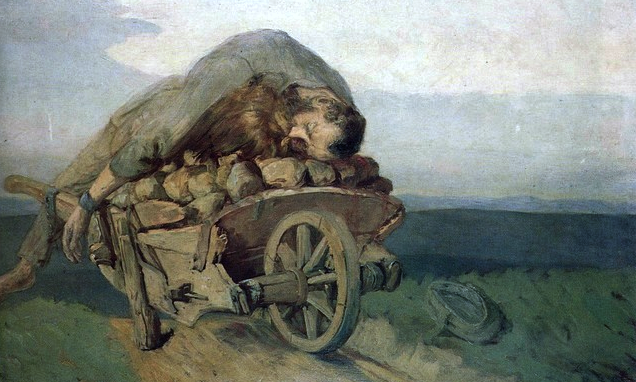
Smrt na mohyle
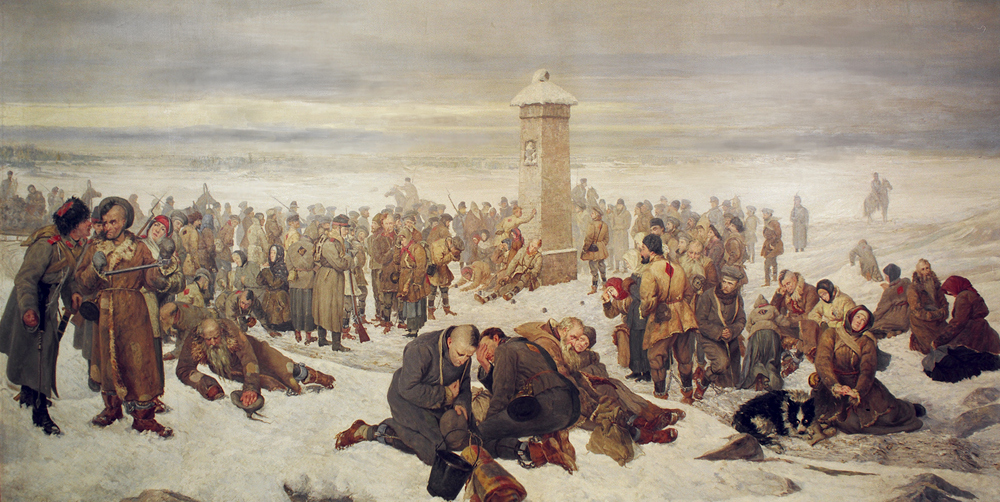
Sbohem Evropě. (Sám umělec je mezi vyhnanými, poblíž obelisku, vpravo.)
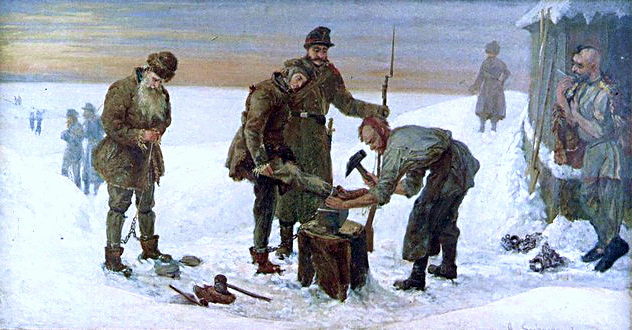
Přikládání pout v sibiřských táborech
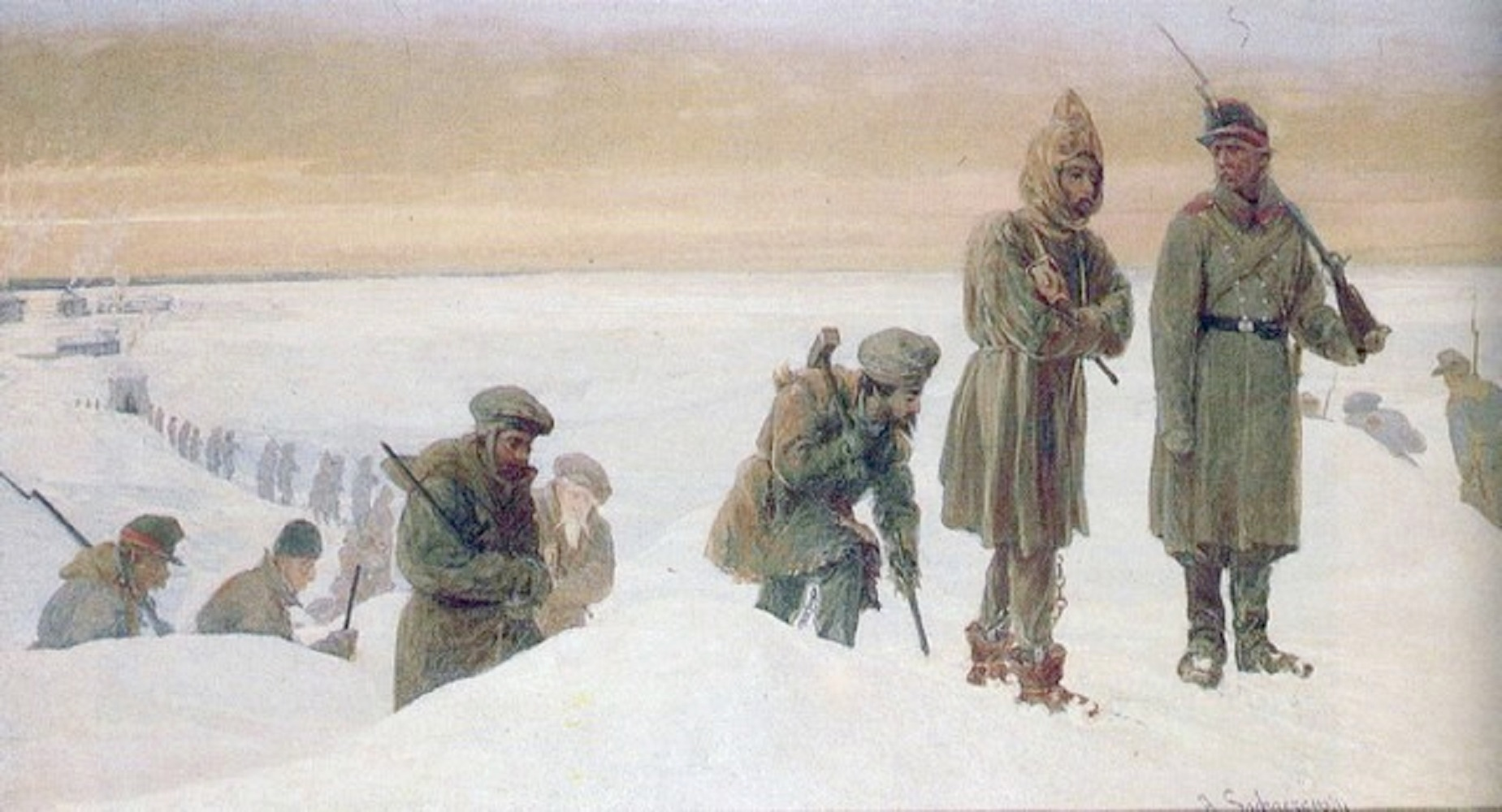
Polští exulanti na Sibiři
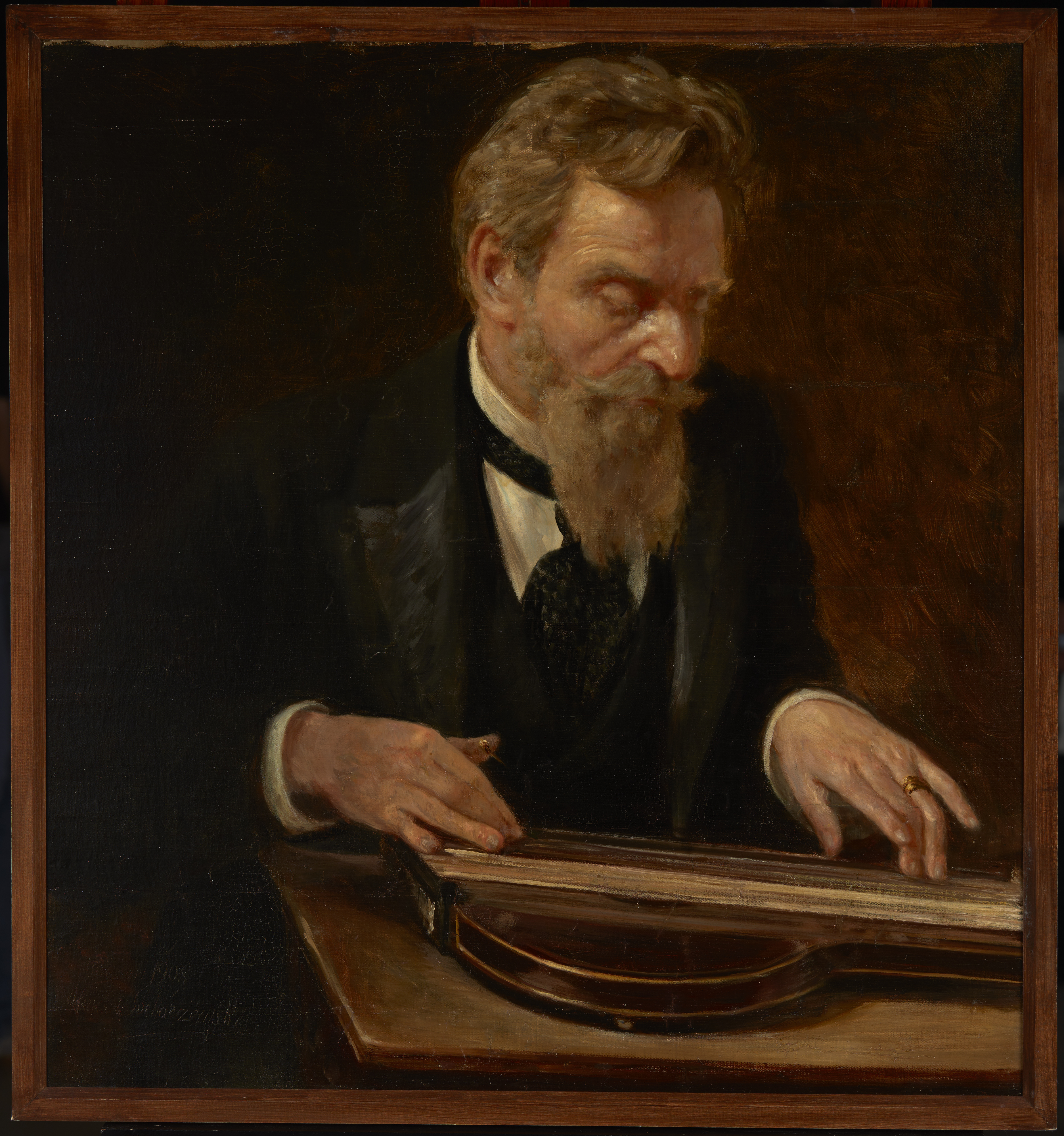
Portrét hudebníka (1908)
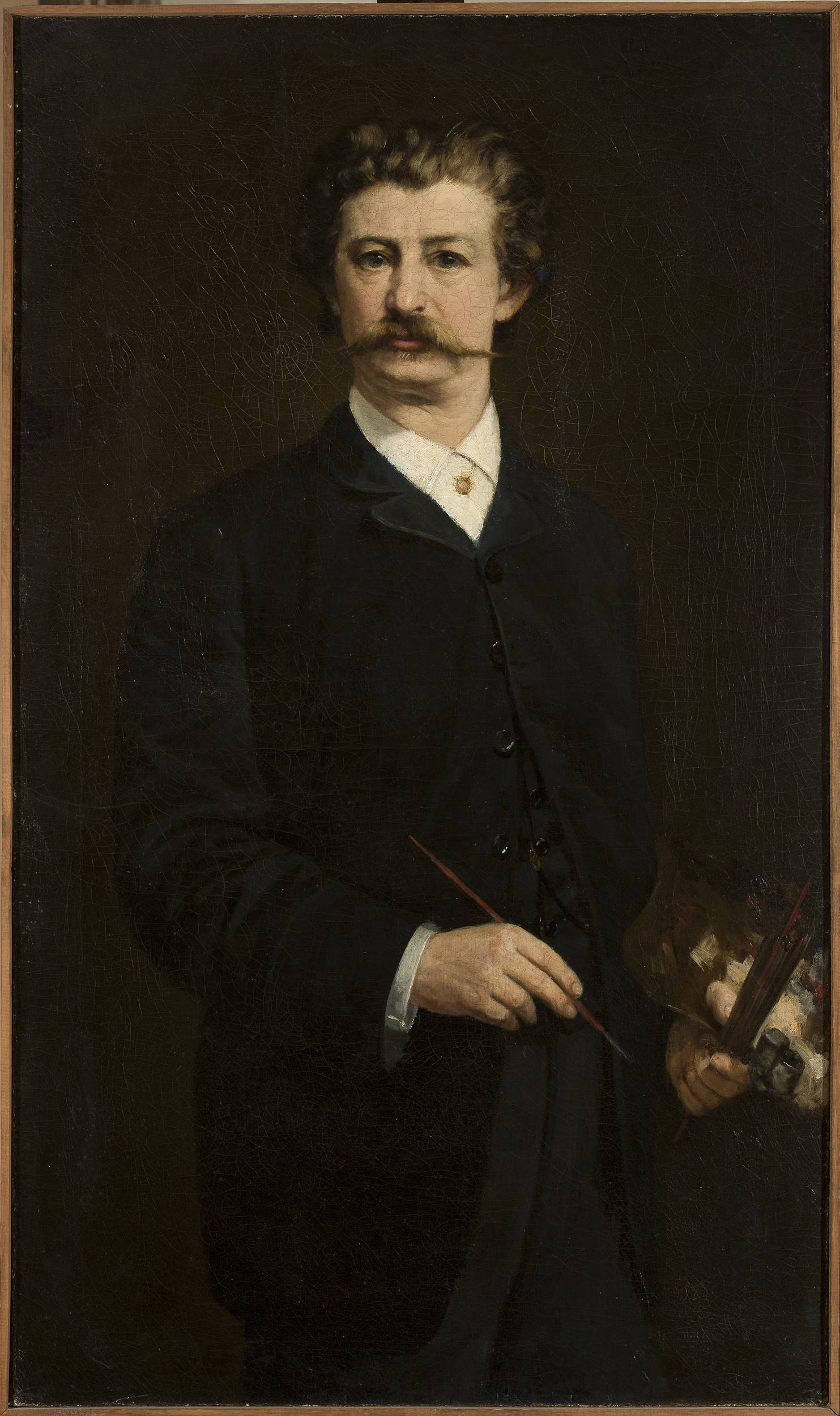
Autoportrét (1910)